# مانگروهای آفریقای جنوبی
مانگروهای آفریقای جنوبی (به لاتین: Southern Africa mangroves) یک بوم‌ناحیه و جنگل در آفریقای جنوبی است.